# Átrio dos Gentios
O Átrio dos Gentios é um fórum de iniciativa do Pontifício Conselho para a Cultura, que promove o diálogo entre cristãos e não-crentes em áreas de interesse comum a ambos os grupos.
Foi idealizado pelo Papa Bento XVI com o objetivo de estreitar os espaços entre pessoas de diferentes culturas e promover, através do diálogo, experiências conjuntas no intuito de responder às questões do tempo atual.

## Origem do nome
Entre os anos 20/19 a.C., o rei Herodes deu início a uma remodelação ao Segundo Templo de Jerusalém adicionando, além das áreas reservadas ao povo de Israel, um espaço no qual qualquer pessoa pudesse circular livremente e fazer qualquer coisa desde comprar e vender mercadorias até discutir questões sobre Deus. Este espaço era conhecido como Átrio dos Gentios, também chamado de Pátio dos Gentios. Foi neste espaço que, segundo registram os evangelhos de Marcos 11:15–19; Mateus 21:12–17 e Lucas 19:45–48, Jesus expulsou os comerciantes, acusando-os de perverter a santidade do templo.
O termo Gentio, originário do vocábulo latino gens, era usado para se referir àqueles que não pertencem ao povo de Israel, ou seja, aos pagãos.

## Eventos realizados
O evento é itinerante, ou seja, ocorre em diversos lugares e, desde sua primeira edição em 2012, o Átrio dos Gentios já passou por diversos países como Brasil, Portugal, Estados Unidos, Itália, Suécia, México, Argentina, e Uruguai, e já contou com a presença de diversas figuras notáveis como os físicos Marcelo Gleiser  e Alan Lightman, o economista e Nobel de Economia de 2015, Angus Deaton, o escritor e Nobel de Literatura de 1997 Dario Fo, o rapper e produtor musical Russell Simmons, entre outros.